# Етнос (видавництво)
«Етнос» — українське державне видавництво, яке видавало літературу мовами національних меншин. 

## Історія
Засноване у 1992 році у Києві як державне підприємство «Головна спеціальна редакція літератури мовами національних меншин України», з 2004 року — держпідприємство «Спеціалізоване видавництво літератури мовами національних меншин України „Етнос“». Директор — Л. Н. Головко (з 2004 року, з 1992 — головний редактор).
У 1999 році видавництво «Етнос» разом з «Україною» (колишнє «Політвидав») та «Вищою школою» розділили приміщення на вулиці Гоголівській у Києві.
Оскільки видавництво виконувало держзамовлення, весь наклад надсилали до бібліотек МОН та Мінкульту, не залишаючи жодного примірника видавництву чи автору.
За інформацією народного депутата О. Б. Фельдмана, через держзамовлення видавало 15—20 книг мовами національних меншин, але з 2005 року, почалися проблеми з фінансуванням. Зокрема, гроші на видання в 2005 році були виділені в грудні 2005 року і всього на 4 назви; замовлення у 2006 році — на 3 книжки. За його словами, «за численні звернення до влади — нульова реакція».
У 2007 році проблеми з фінансуванням продовжувалися. Директор видавництва відзначала, «вважаємо недоречним проведення тендеру закупівлі на книговидання, адже це — інтелектуальний продукт».
За інформаціює Ю. В. Бондар, станом на 2010 рік видано 4500 назв художніх творів, а також «попри фінансово-економічну кризу, випуск книг і брошур мовами народів світу зберігається на високому рівні».
У 2011 році почалася реорганізація державних видавництв, що належать до сфери управління Державного комітету телебачення і радіомовлення України, в її результаті у 2012 видавництво «Етнос» приєднали до державного підприємства «Всеукраїнське спеціалізоване видавництво „Світ“», статус якого остаточно затвердили у 2015 році.

## Опис
Видавало літературу різними мовами (зокрема й українською; усього понад 260 назв на 2007 рік) для дітей та дорослих: офіційні видання, твори класиків національних літератур, авторів різних національностей, які проживають в Україні і пишуть рідною мовою; абетки, словники, розмовники; науково-популярні видання з історії та національно-культурного відродження етносів суверенної України. 
Керувалося Законом «Про національні меншини в Україні», Рамковою конвенцією РЄ про захист національних меншин, Європейською хартією регіональних мов або мов меншин. Підтримувало зв'язки з національно-культурними товариствами, бібліотеками, посольствами, іншими зацікавленими організаціями та установами.

## Видання
Деякі книги видавництва відзначено дипломами міжнародних книжкових виставок-ярмарок. Наприклад, у 2006 році у номінації «Каменяр» на Другій Київський міжнародній книжковій виставці-ярмарці I місце отримало видавництво «Етнос» за книгу «Велика трійця». У 2006 році «Велика трійця....» удостоєна диплома І ступеня Національного конкурсу «Краща книга України». Окремі видання були на міжнародних виставках у Франкфурті-на-Майні, Москві, Лейпцігу, Варшаві. Деякі з них відзначені. За краще видання здобули диплом І ступеня на XІV Мінській міжнародній виставці-ярмарку «Книги Білорусі-2007».
Кращі видання (за ЕСУ): 
- «Повій, вітре, на Вкраїну» С. Руданського (переклади мовами народів світу),
- «Окрушина сонця: Антологія кримськотатарської поезії ХІІІ—ХХ ст.»,
- «Сибіріада польська» З. Доміно (переклав С. Савків; усі — 2003),
- «Кіно і решта світу» А. Вайди (переклала В. Авксентьєва),
- «Циганські чари: Збірка художніх творів для дітей та юнацтва»,
- «Словацькі народні казки» (упорядниця і перекладачка А. Багмут),
- «Польські народні казки» (упорядниця і перекладачка А. Вахніна; усі — 2004),
- «Зоряний дощ: Проза для дітей та юнацтва» (упорядник і перекладач М. Лютик; 2004, кн. 1; 2006, кн. 2; 2007, кн. 3),
- «Велика трійця. Тарас Шевченко. Леся Українка. Іван Франко» (переклад Р. Чілачави, 2005),
- «Молитва ластівок: Антологія кримськотатарської прози» (2005, кн. 1; 2006, кн. 2),
- «Антологія азербайджанської поезії» (2006, т. 1–2),
- «Кримськотатарські народні казки та легенди» (переклад Д. Кононенка),
- «Скринька казок народів світу» (обидва — 2007)[1].

Шевченкіана: «Заповіт» 56 мовами, поеми «Катерина» мовою оригіналу та 7 мовами, «Кавказ» 20 мовами, збірка творів «Думи мої...», вперше опублікованих циганською, цикл «Вінок Кобзареві мовами народів світу», «Кобзар» киргизькою, книгу вірменського поета Левона Міріджаняна «Мій Шевченко».
Національними мовами та в перекладі українською твори Міцкевича, Пушкіна, Емінеску, Вазова, Церетелі, Єсеніна, лауреата Нобелівської премії Башевіса-Зінгера та інших.
Поезія: тритомник «На нашій, на своїй землі» (твори 60 поетів 16 мовами), антологічні видання «Диво першого. Сторінки хорватської поезії», «Мелодії білоруської жалійки», «Пісні над Влтавою. Антологія чеської поезії», «Серпень. 55 українських поетів» українською та грузинською.
Указом Президента Киргизстану ордена «Дружба» удостоєно Борислава Степанюка за збірку «Струни комуза» у перекладі українською.
У рамках Року Росії в Україні випущено збірку «XX век, запомни нас такими. Украинская школа русской поэзии». До відкриття Року Польщі в Україні роман Збігнєва Доміно «Сибіріада польська», автобіографічна книга Анджея Вайди «Кіно і решта світу».
Для дітей: кольорові ілюстровані абетки 15 мовами, книжки для розфарбовування, збірки «Рукавичка», «Жили собі...», «Стежками премудрих казок», «Українські народні казки», «Білоруські чарівні казки», а також німецькі, чеські, словацькі, польські, гагаузькі, караїмські, двотомник українською і румунською «Зоряний дощ», збірку «Циганські чари» українською і циганською.
Л. Вахніна відзначає, що польська література «у планах редакції завжди займали важливе місце, конкуруючи з відповіднодним підрозділом видавництва „Каменяр“ у Львові». Видання: «Пан Тадеуш», «Кримські сонети» Адама Міцкевича, «Як важко бути поляком», «Польська культура в житті України», «Під одним небом. Фольклор етносів України» (упорядники Л. Вахніна, Л. Мушкетик, В. Юзвенко. 1996), «Пісенна культура польської діаспори України» (упорядник Л. Вахніна, 2002).